# 宮武宜史
宮武 宜史（みやたけ よしふみ、1964年〈昭和39年〉12月15日 - ）は、日本の運輸・国土交通技官。

## 来歴
徳島県阿南市出身。徳島県立富岡西高等学校卒業。東京大学大学院工学系研究科修了。1990年（平成2年）、運輸省入省。入省後、海事局、海上保安庁、海上技術安全研究所、日本小型船舶検査機構などで勤務し、海上技術安全研究所企画部企画課長、国土交通省総合政策局技術安全課技術開発推進官、海上技術安全研究所企画部企画調整主管、自動車局環境政策課次世代自動車推進官、海事局船舶産業課舟艇室長、同局船舶産業課国際業務室長、同局船舶産業課長などを歴任。
2017年（平成29年）7月7日、国土交通省大臣官房技術審議官（海事局担当）に就任。船の安全や環境に係る技術的な取りまとめに関する業務、造船業や舶用工業の振興に携わった。
2020年（令和2年）3月31日、国土交通省を辞職し、翌4月1日、日本小型船舶検査機構理事に就任。
2021年（令和3年）7月1日、海事局次長に就任。
2024年（令和6年）7月1日、海事局長に就任。2025年（令和7年）7月1日、辞職。

## 年譜
- 1990年（平成2年） - 運輸省入省[6]
- 1996年（平成8年） - 海上保安庁警備救難部海上防災課専門官[6]
- 1998年（平成10年） - 防衛庁装備局艦船武器課艦船班部員[6]
- 2001年（平成13年） - 国土交通省自動車交通局技術安全部審査課課長補佐[6]
- 2004年（平成16年） - 国土交通省海事局造船課課長補佐[6]
- 2007年（平成19年） - 独立行政法人海上技術安全研究所企画部企画課長[6]
- 2009年（平成21年） - 国土交通省総合政策局技術安全課技術開発推進官[6]
- 2011年（平成23年） - 独立行政法人海上技術安全研究所企画部企画調整主管[6]
- 2012年（平成24年） - 国土交通省自動車局環境政策課次世代自動車推進官[6]
- 2014年（平成26年） - 国土交通省海事局船舶産業課舟艇室長[6]
- 2015年（平成27年） - 国土交通省海事局船舶産業課国際業務室長[6]
- 2016年（平成28年）6月17日 - 国土交通省海事局船舶産業課長[6][11]
- 2017年（平成29年）7月07日 - 国土交通省大臣官房技術審議官（海事局担当）[7][8]
- 2020年（令和2年）4月01日 - 日本小型船舶検査機構理事[9]
- 2021年（令和3年）7月01日 - 国土交通省海事局次長[10]
- 2024年（令和6年）7月01日 - 国土交通省海事局長[3][4]
- 2025年（令和7年）7月01日 - 辞職[5]